# Lieležerio ir Pašilių ežero kompleksas
Lieležerio ir Pašilių ežero kompleksas este o arie protejată (sit de importanță comunitară — SCI) din Lituania întinsă pe o suprafață de 64,1 ha, integral pe uscat.

## Localizare
Centrul sitului Lieležerio ir Pašilių ežero kompleksas este situat la coordonatele 55°30′36″N 24°13′38″E / 55.510074°N 24.22736°E.

## Înființare
Situl Lieležerio ir Pašilių ežero kompleksas a fost declarat sit de importanță comunitară în august 2016 pentru a proteja un număr necunoscut de specii din flora spontană și fauna sălbatică aflate în arealul zonei.

## Biodiversitate
Situată în ecoregiunea boreală, aria protejată conține 4 habitate naturale: Lacuri eutrofice naturale cu vegetație de tip Magnopotamion sau Hydrocharition, Mlaștini turboase de tranziție și turbării mișcătoare, Păduri caducifoliate de mlaștină fino-scandinave, Mlaștini împădurite.
La baza desemnării sitului se află un număr nedeclarat de specii protejate.